# Alpine (Wyoming)
Alpine város az USA Wyoming állam Lincoln megyéjében. Lakosainak száma 1220 fő (2020. április 1.).

## Népesség
A település népességének változása:
| Lakosok száma | 550  | 828  | 1220 |
|               | 2000 | 2010 | 2020 |